# Schwenkkran T 159
| T 159                | T 159                                      |
| -------------------- | ------------------------------------------ |
| Hersteller:          | VEB Landmaschinenbau „Rotes Banner“ Döbeln |
| Produktionszeitraum: | 1970 bis 1973                              |
| Vorgängermodell:     | T 157                                      |
| Nachfolgemodell:     | TIH 445                                    |
| Motorenhersteller:   | Dieselmotorenwerk Schönebeck               |
| Motorbezeichnung:    | 2 VD 14,5/12-1 SRL                         |
| Motorleistung:       | 25,4 kW bei 1500/min                       |
| Getriebe:            | 4+1-Gang-Wechselgetriebe                   |
| Schwenkbereich:      | 230°                                       |
| Masse:               | 4950 kg mit Haken                          |
| Länge:               | 5400 mm                                    |
| Höhe:                | 3600 mm                                    |
| Breite:              | 2280 mm                                    |

Der Lader T 159, auch MDK 16, war ein Mobildrehkran (MDK) und wurde ab 1970 im VEB Landmaschinenbau „Rotes Banner“ Döbeln produziert. Der Mobildrehkran ist eine Weiterentwicklung des T 157/2 „Empor“, basierend auf einer vollhydraulischen Bedienung aller Funktionen während des Betriebes. Mit Hilfe von Zusatzgeräten sollte ein möglichst universeller Einsatz in vielen Wirtschaftszweigen möglich sein. So war ein Kran- und Greiferbetrieb, als auch Erd- und Schüttgutarbeiten möglich.
Die Produktion des T 159 wurde mit Anlauf der Fertigungsaufgaben für den Rübenlader KS-6 in Döbeln eingestellt. Die Fertigung wurde nach Rumänien verlagert, wo der T 159 in abgeänderter Form als TIH 445 produziert wurde.

## Aufbau

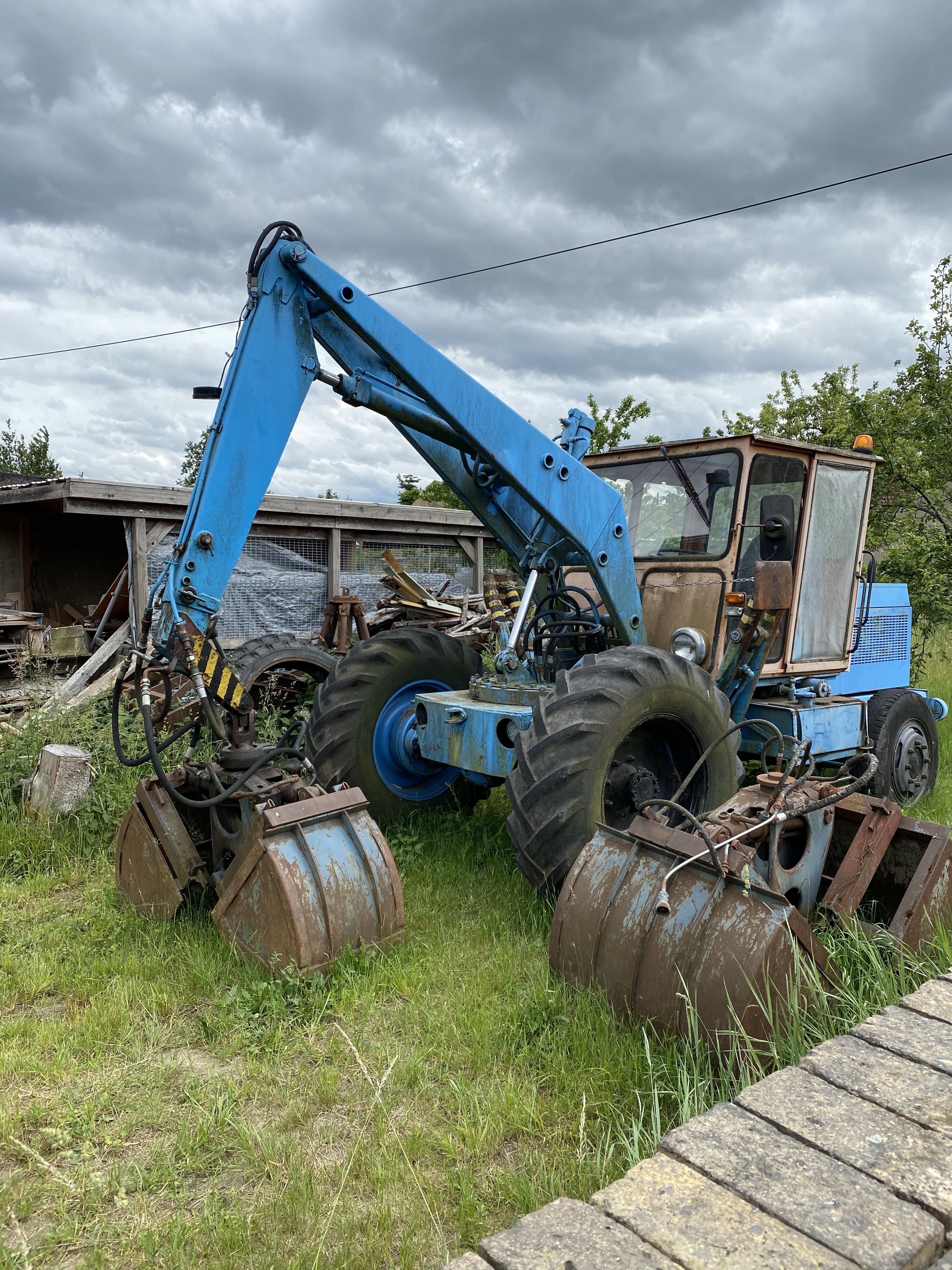
T 159 mit zweitem Satz Zweischalengreifer

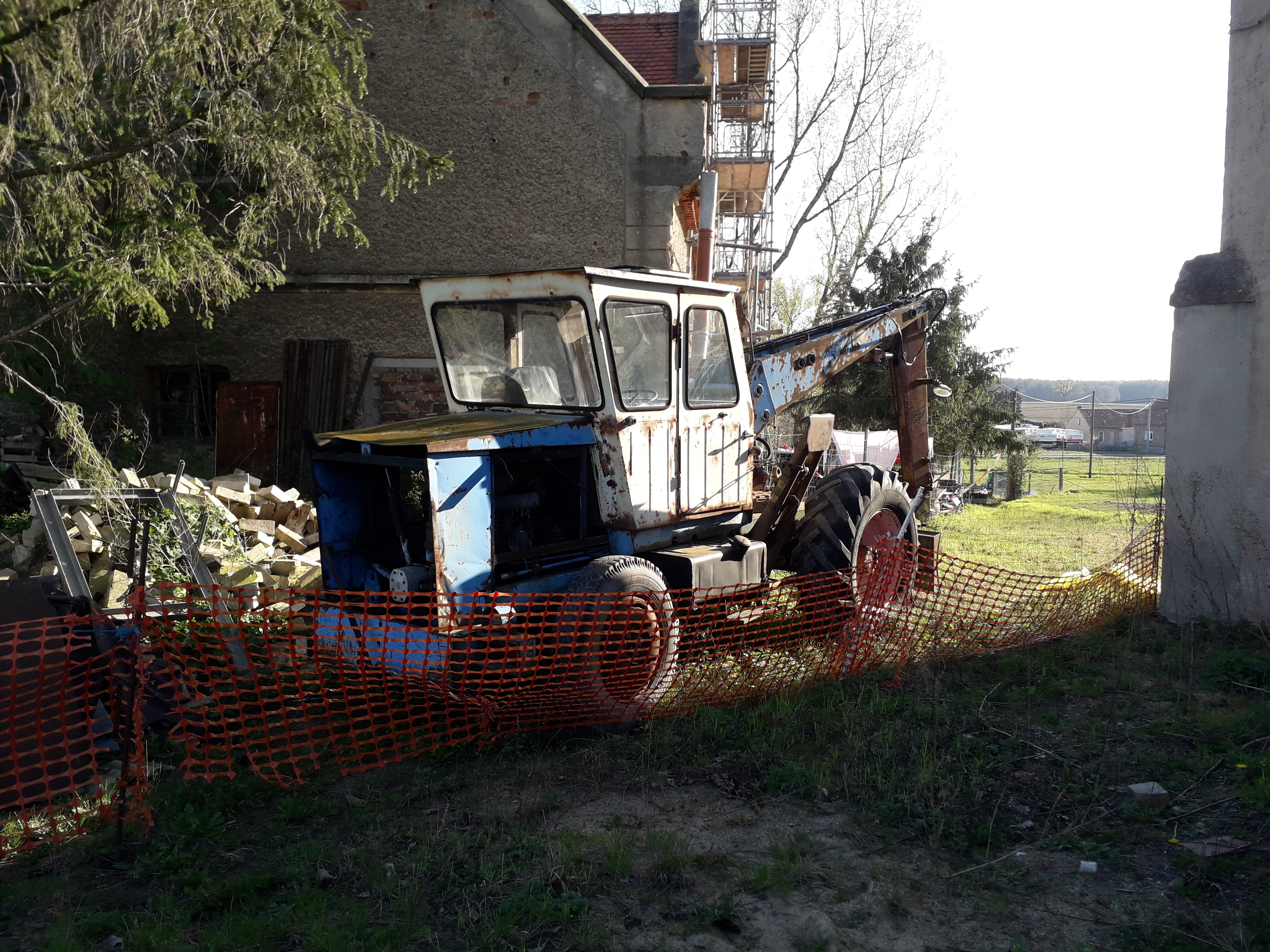
Der erste T159, Fahrgestell xx0001

Der T 159 ist eine selbstfahrende und luftbereifte Arbeitsmaschine mit Vorderradantrieb und Hecklenkung. Die Fahrerkabine ist dabei mittig zwischen Vorderachse und Hinterachse angeordnet. Über der Lenkachse befindet sich der Antriebsmotor, während über der Vorderachse die Dreheinrichtung für den Ausleger aufgebaut ist. Die klappbaren Abstützungen sind hinter der Vorderachse angebracht.
Das Drehmoment wird vom Wechselgetriebe über eine Gelenkwelle auf die Vorderachse übertragen. Das Ausgleichsgetriebe kann hydraulisch gesperrt werden. Die beiden Achsen sowie die Lenkung mit hydraulischer Lenkkraftverstärkung wurden aus Standardisierungs- und Instandhaltungsgründen vom LKW IFA W50 übernommen.
Der Drehkranz lagert auf einer Doppelreihe Stahlkugeln. Die Drehung erfolgt über einen Zahnstangenschwenkbetrieb 230 Grad in Fahrtrichtung. Auf dem Drehkranz ruht der gelenkig angeordnete, zweiteilige, verwindungssteife Hauptausleger aus Blechprofilen und der Wippzylinder. Am Hauptausleger ist der zweite, im vorderen Teil genickte Ausleger, gelenkig befestigt. Dieser kann bei Bedarf durch ein Ausschubteil in fünf Stufen um 1 Meter verlängert werden. Dort können verschiedene Arbeitswerkzeuge angebracht werden. Der T 159 hat eine maximale Fahrgeschwindigkeit von 22 km/h.

## Änderungen beim Nachfolger

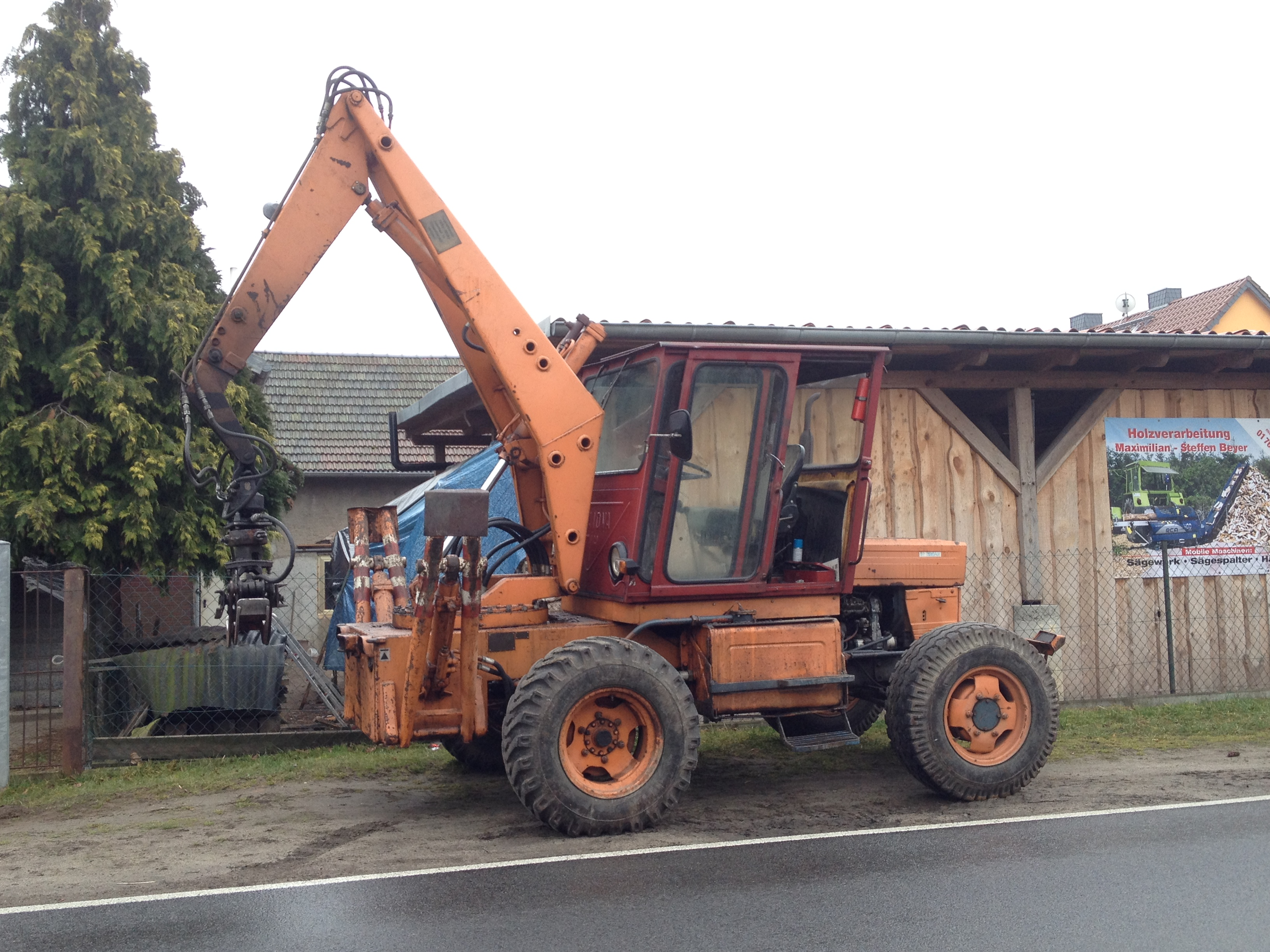
Nachfolger: TIH 445

Der Grundaufbau des in Rumänien produzierten Nachfolgers TIH 445 ist gleich geblieben, auffälligste Änderung zum T 159 sind die kleineren Vorderräder sowie die nun vor der Vorderachse angebrachte Abstützung. Als Motor ist der direkteingespritzte Dreizylinder-Viertakt-Dieselmotor D 115 von Uzina Tractorul Brașov (UTB) verbaut worden. Bei gleicher Maximalgeschwindigkeit bietet das Getriebe mit seinen sechs Vorwärts- und zwei Rückwärtsgängen eine bessere Abstufung. Die Gänge 2, 3, 5 und 6 sind synchronisiert.